# Vnější Východní Karpaty
Vnější Východní Karpaty jsou geomorfologická subprovincie v provincii Východní Karpaty na Slovensku, v Polsku, na Ukrajině a v Rumunsku na severní a východní vnější straně Karpat. Nejvyšším bodem je ukrajinská Hoverla (Говерла) – 2 061 m n. m.

Členění Vnějších Východních Karpat

Člení se na geomorfologické oblasti:
- Pogórze Środkowobeskidzkie (Polsko)
- Nízke Beskydy (Polsko, Slovensko)
- Poloniny / Ukrajinské Karpaty (Polsko, Slovensko, Ukrajina)
- Munții Carpați ai Moldo-Munteniei (Rumunsko)

Podle polského geomorfologického členění Jerzyho Kondrackiego se dělí na:
- Beskidy Wschodnie
- Karpaty Mołdawsko-Munteńskie
- Subkarpaty Wschodnie

Rumunské členění nepočítá s hierarchií podobnou té české, slovenské a polské. Rumunskou část Východních Karpat nedělí na vnitřní a vnější pásmo, ale na tři skupiny pohoří od severu k jihu:
- Carpații Maramureșului și Bucovinei (Maramurešské a Bukovinské Karpaty)
- Carpații Moldo-Transilvani (Moldavsko-transylvánské Karpaty)
- Carpații de Curbură (Obloukové Karpaty)